# Portico e San Benedetto
Portico e San Benedetto är en kommun i provinsen Forlì-Cesena i regionen Emilia-Romagna i Italien. Kommunen hade 753 invånare (2018).